# Совер
Совер (итал. Sover) — коммуна в Италии, располагается в провинции Тренто области Трентино-Альто-Адидже.
Население составляет 929 человек (2008 г.), плотность населения составляет 66 чел./км². Занимает площадь 14 км². Почтовый индекс — 38048. Телефонный код — 0461.
Покровителем коммуны почитается священномученик Лаврентий, празднование 10 августа.

## Демография
Динамика населения:

## Администрация коммуны
- Официальный сайт: